# Alfa Romeo GTA
Alfa Romeo GTA - спортивний автомобіль з кузовом типу купе, що випускається італійською автомобільною компанією Alfa Romeo в період з 1965 по 1971 роки. Були створені як моделі для гоночних змагань (Corsa), так і для звичайних доріг (Stradale).

## Опис

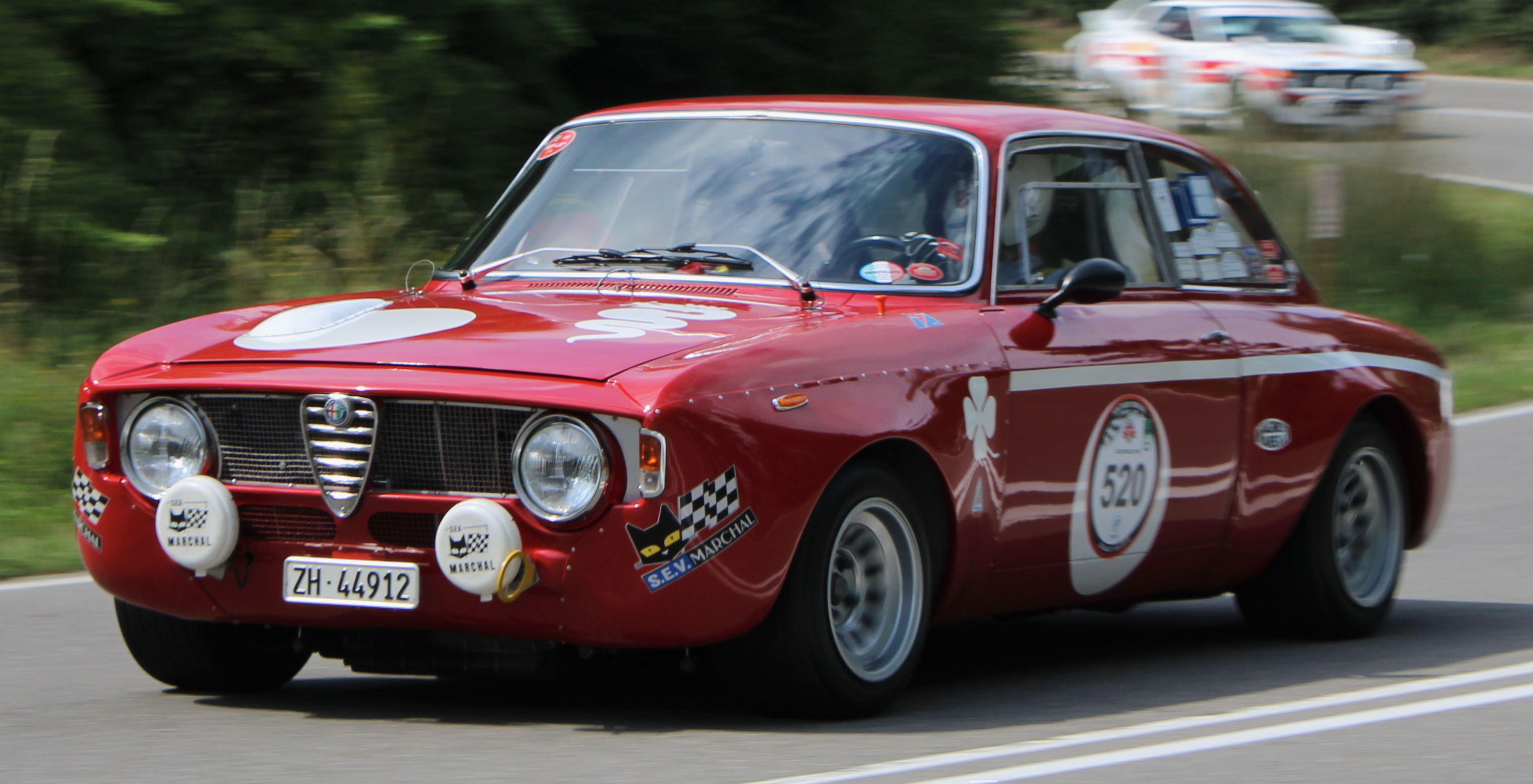
Alfa Romeo GTA Junior Autodelta Corsa (1968)

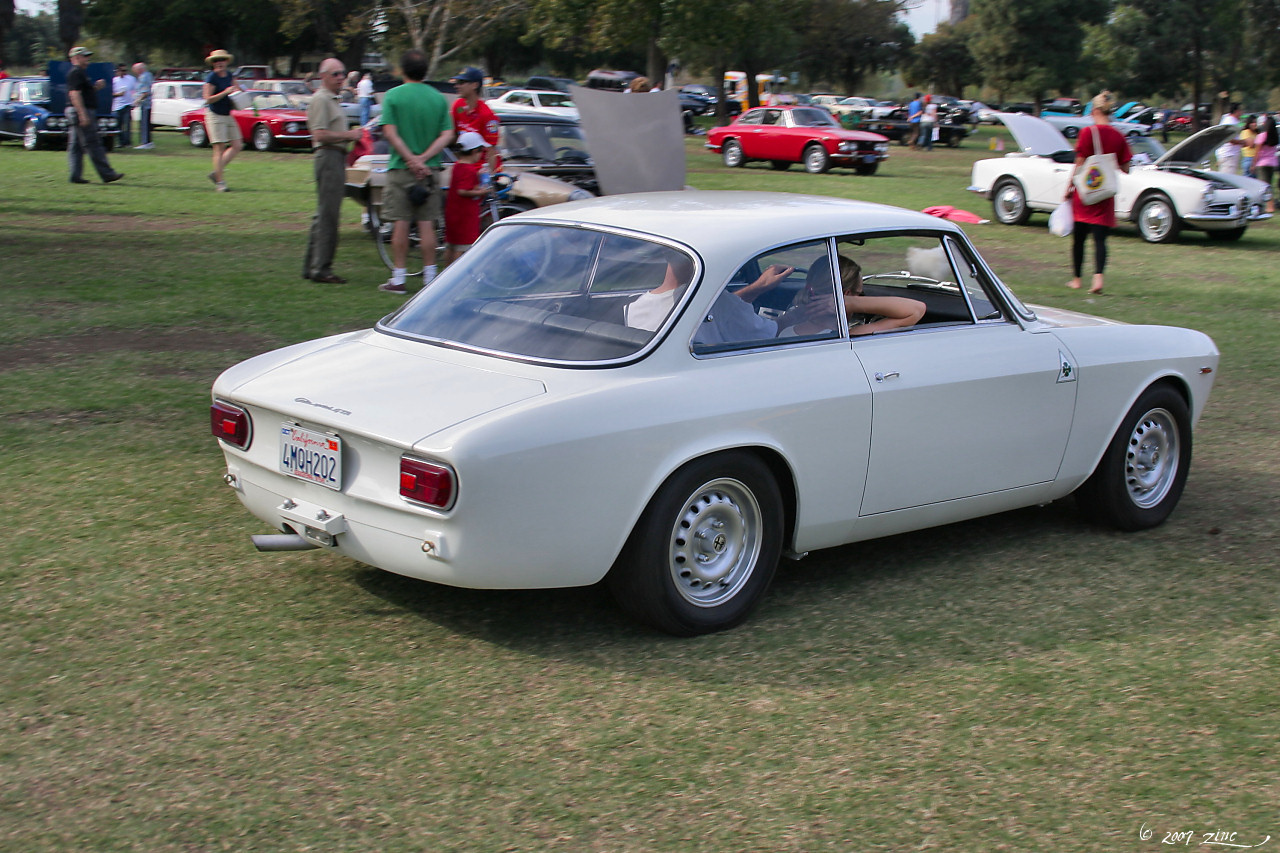

У 1962 році наступник дуже популярної серії Giulietta був представлений публіці. Це була модель Alfa Romeo Giulia, всередині країни прозвана «Серія 105». Купе 105 серії використовував укорочений кузов з Giulia Berlina і був розроблений в тюнинг-ательє Bertone. Назва автомобіля еволюціонувала з Giulia Sprint GT в Giulia Sprint, а потім в GTJ (Junior) і GTV (Veloce) в кінці 1960-х років.
У той час, Alfa була дуже активна в автоспорті. Autodelta - гоночна команда Alfa Romeo, яка представила автомобіль до перегонів, і був зовсім не схожий на свою дорожню версію. Такі автомобілі були названі GTA замість GT, де абревіатура 'A' означала «Alleggerita» (по-італійськи "полегшений"). Перша GTA була випущена в 1965 році з індексом 1600 (1570 см3) і пізніше під індексом 1300 Junior Version. Моделі GTA також виготовлялися для звичайних доріг (Stradale) і чисто для гоночних змагань (Corsa).
GTA мала алюмінієві кузовні панелі замість сталевих, внутрішні сталеві панелі були також тонкими на відміну від звичайних, а внутрішні і зовнішні панелі кузова були скріплені заклепками одна з одною. Модель оснащувалася магнієвими легкосплавними дисками, чистим пластиком на дзеркалах, легкою обробкою салону, різними дверними ручками і чотирма склопідйомниками. Двигун мав нову систему запалювання, особливістю якої були дві свічки на кожен циліндр (названа подвійний підпал, пізніше ця система стала іменуватися як Twin Spark). Головка блоку циліндрів була від постачальника Marelli з Ferrari Dino. Двигун оснащувався 45 мм карбюраторами замість звичайних 40 мм, магнієвою клапанною кришкою і приводом ГРМ. Варіації трансмісії відрізнялися від дорожньої версії, механізми передач були легше і найшвидше. Суха вага моделі був приблизно 790 кг. У версії Stradale автомобіль видавав потужність приблизно 115 к.с. (85 кВт) (збільшено з 106 к.с.). В повністю гоночній версії двигун міг видавати потужність 170 к.с. (130 кВт). 1600 GTA не мала підсилювачів гальм і оснащувалася тонким радіатором на відміну від стандартної версії. Для допуску до гонок було зібрано 500 автомобілів, які також були доступні для дорожнього використання.

## Двигуни
- Giulia Sprint GTA 1.6	Alfa Romeo Twin Cam I4 115 к.с.
- Giulia Sprint GTA (гоночна версія) 1.6	Alfa Romeo Twin Cam I4	164 к.с.
- Giulia GTA 1300 Junior 1.3	Alfa Romeo Twin Cam I4	96 к.с.
- Giulia GTA 1300 Junior (гоночна версія) 1.3 Alfa Romeo Twin Cam I4	180 к.с.
- GTA SA 1.6	Alfa Romeo Twin Cam I4	220 к.с.
- GT Am 2.0	Alfa Romeo Twin Cam I4	240 к.с.

## Історія змагань
І GTA 1300 Junior, і GTAm були дуже успішними, здобувши численні перемоги. У стартовому сезоні в Монці вони завоювали перші сім місць. Андреа де Адамич отримав титул ETCC у 1966 році. GTA виграв Чемпіонат Європи з туристичних автомобілів (ETCC) також у 1967 та 1968 роках. Пізніша Alfa Romeo GTAm виграла інші титули ETCC у 1970 та 1971 роках.
На автомобілях 1750 GTAm і 2000 GTAm перемогу здобув Туан Хеземанс, який виграв 24 години Франкоршамп на цьому автомобілі. Ці автомобілі виграли сотні перегонів до того, як у 1971 році конкуренція зросла. Але Giulia іноді не відставала від автомобілів із набагато більшими двигунами, таких як 3-літровий BMW CSL.
У США перша перемога GTA у гонках була відзначена в січні 1966 року на “Refrigerator Bowl” на трасі Marlboro Raceway у Меріленді, де за кермом були Монті Вінклер і Піт Ван дер Вате. Autodelta GTA Горста Квеха та Гастона Андрія виграла в класі двигунів до 2 літрів першого чемпіонату SCCA Trans-Am у 1966 році. Квеч також виграв перший національний чемпіонат SCCA B-Sedan ARRC у тому ж GTA у 1966 році. GTA також виграв чемпіонат 1970 року.